# Rothphon

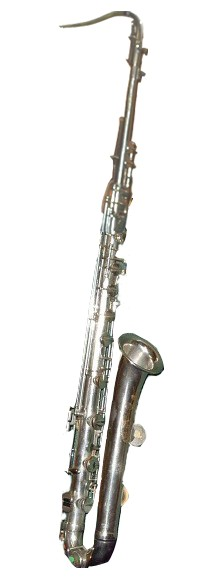
Rothphon

Das Rothphon (auch Rothophon oder Saxsarrusofon genannt, italienisch rothcorno, rothfono oder saxorusofon, englisch rothophone oder rothphone) ist ein Doppelrohrblattinstrument. Sein Korpus ist aus Metall gefertigt; wegen seines Mundstücks wird es jedoch zu den Holzblasinstrumenten gerechnet.

## Aufbau und Funktion
Das Rothphon ähnelt in Material, Form und Struktur dem Saxophon, ist aber weniger konisch als dieses und eher zylindrisch, wie eine Flöte oder eine Klarinette. Der Körper mit den Klappen ist auch enger gestaltet als beim Saxophon. Das Rothphon wird in fünf verschiedenen Größen gebaut: Sopran (in B), Alt (in Es), Tenor (in B), Bariton (in Es) und Bass (in B).

## Geschichte
Das Instrument wurde von Ferdinando Roth (1815–1898) erfunden und ursprünglich rothcorno genannt. Im Jahr 1894 übergab Ferdinando Roth sein Mailänder Geschäft an seinen Schwiegersohn, Antonio Bottali, und nach Roths Tod 1898 wurde die Firma umbenannt in Roth & Bottali. Das Bariton-Rothphon wurde erstmals im Jahr 1911 beim Internationalen Musik-Kongress in Rom vorgestellt. Im Folgejahr 1912 wurden alle fünf Varianten des Instruments von der dann Fratelli A. & M. Bottali genannten Firma patentiert. Die Firma produzierte das Instrument weiter und in der Zwischenkriegszeit war es in mehreren italienischen Orchestern populär.
Im Jahr 1937 folgte Orsi auf Bottali, doch auch sein Versuch, die unverkauften Bestände Bottalis unter dem Namen saxorusofon zu verkaufen, erbrachte keinen Durchbruch. Obwohl es einfacher und günstiger herzustellen war, weniger Gewicht hatte und auch leichter zu spielen war als das Sarrusophon, war das Rothphon nie so verbreitet wie dieses. Ausschließlich in Italien produziert, gab es Schwierigkeiten mit der Ausfuhr, und so wurde es auch fast nur in Italien verkauft. In der Musikliteratur taucht es kaum auf, und außerhalb Italiens gibt es nur wenige Exemplare in einigen Sammlungen.